# Chersonesia transiens
Chersonesia transiens är en fjärilsart som beskrevs av Martin 1903. Chersonesia transiens ingår i släktet Chersonesia och familjen praktfjärilar. Inga underarter finns listade i Catalogue of Life.